# Sianoa Smit-McPhee
Sianoa Smit-McPhee (Adelaide, South Australia, 21 de fevereiro de 1992) é uma atriz australiana. Irmã do ator Kodi Smit-McPhee e filha do também ator Andy McPhee.

## Filmografia

### Cinema
| Ano  | Título               | Papel        | Notas |
| ---- | -------------------- | ------------ | ----- |
| 2012 | Touchback            | Sasha        |       |
| 2013 | All Cheerleaders Die | Leena Miller |       |
| 2014 | Mall                 | Shel         |       |
| 2016 | Fallen               | Molly Zane   |       |

### Televisão
| Ano     | Título                            | Papel            | Notas                                             |
| ------- | --------------------------------- | ---------------- | ------------------------------------------------- |
| 2004    | Blue Heelers                      | Charlie Campbell | Episode: "One of the Boys"                        |
| 2005–07 | Neighbours                        | Bree Timmins     | 81 episodes                                       |
| 2007–09 | As the Bell Rings                 | DJ               | 27 episodes                                       |
| 2009–11 | Hung                              | Darby Drecker    | 30 episodes                                       |
| 2012    | It's Always Sunny in Philadelphia | Bridesmaid       | Episode: "The Maureen Ponderosa Wedding Massacre" |
| 2014    | Criminal Minds                    | Sue Walsh        | Episode: "Gabby"                                  |
| 2016    | The Kettering Incident            | Chloe Holloway   | Main cast                                         |